# Sofja Rachimowna Malschina
Sofja Rachimowna Malschina (russisch Софья Рахимовна Мальшина, engl. Transkription Sofya Malshina, geb. Ганцева – Ganzewa – Gantseva; * 17. Mai 1921; † 18. August 2010) ist eine ehemalige sowjetische Sprinterin.
1950 wurde sie bei den Leichtathletik-Europameisterschaften in Brüssel Vierte über 200 m und gewann mit dem sowjetischen Quartett Bronze in der 4-mal-100-Meter-Staffel. Über 100 m wurde sie im Vorlauf disqualifiziert.
Bei den Weltfestspielen der Jugend und Studenten gewann sie 1949 sowie 1951 Silber über 100 m und 1951 Bronze über 200 m.

## Persönliche Bestzeiten
- 100 m: 11,9 s, 17. Juni 1950, Moskau
- 200 m: 24,7 s, 18. September 1950, Kiew